# Brentopara Inlet
Das Brentopara Inlet (englisch; bulgarisch залив Брентопара saliw Brentopara) ist eine 7 km breite und 6,2 km lange Bucht an der Oskar-II.-Küste des Grahamlands auf der Antarktischen Halbinsel. Auf der Ostseite der Churchill-Halbinsel liegt sie als Nebenbucht des Adie Inlet südöstlich des Cavarus Point und nordwestlich der Astro-Kliffs.
Britische Wissenschaftler kartierten sie 1974. Die bulgarische Kommission für Antarktische Geographische Namen benannte sie 2013 nach der thrakischen Stadt Brentopara im Süden Bulgariens.